# 紅褲子
紅褲子是一個香港俚語，指職場上的基層人員，典故來自梨園戲班的演員。傳說梨園的守護神為華光先師，本是天庭的火神。某次戲班演出的鑼鼓聲打擾玉皇大帝，祂於是下令火燒戲棚。華光先師不忍戲班弟子喪命，於是囑咐戲班弟子大量燃燒紙燭，並穿上紅褲子瞞過玉皇大帝。自此梨園奉華光先師為守護神，戲班的弟子都穿上紅褲子。
紅褲子出身即是指不屬於學院派、由基層工作開始往上晉升的代表人物。香港電影早期的紅褲子指代替身演員，其中多數是龍虎武師，成龍、洪金寶等人都是「紅褲子出身」的演員。香港公務員指由底層晉升管理階層的人員、新聞界指從實習記者晉升高級記者，以此類推。